# Bryan Edgar Wallace
Bryan Edgar Wallace (* 28. April 1904 in London; † 1971), auch Edgar Wallace jr., war ein englischer Kriminalschriftsteller und Drehbuchautor. Er war der Sohn des erfolgreichen Schriftstellers Edgar Wallace.

## Leben
Bryan Edgar Wallace wurde im April 1904 als Sohn des britischen Schriftstellers Edgar Wallace und dessen erster Frau Ivy Wallace, geborene Caldecott, geboren. Wallace benannte ihn nach dem amerikanischen Senator William Jennings Bryan, mit dem er befreundet war. Bryan Edgar ging auf die Oundle School und später auf das Emmanuel College (1584) in Cambridge. Anschließend wurde er Offizier der britischen Armee. Nach seiner Militärzeit arbeitete er als Drehbuchautor bei British Lion, der Gaumont British Picture Corporation, Twentieth Century Fox und anderen Filmgesellschaften, bevor er für zwölf Jahre als Sekretär in der britischen Botschaft in Madrid arbeitete.
Bryan Edgar heiratete 1934 die Biografin seines Vaters, Margaret Lane. Die Ehe wurde 1939 wieder geschieden. 1940 heiratete er Wylodine van Dyke Jones aus Columbus in Ohio. Gemeinsam mit ihr verbrachte er seinen Lebensabend auf dem Schloss Champigny in Champigny-sur-Veude bei Tours an der Loire in Frankreich.

## Werk
Die Kriminalromane von Bryan Edgar Wallace wurden stilistisch stark von denen seines Vaters beeinflusst, handelten jedoch vor allem von Agenten und fiktiven Weltbeherrschungsplänen. Die Berühmtheit seines Vaters konnte er nicht erreichen.
Zu den wichtigsten Werken von Bryan Edgar Wallace gehören:
- Death Packs a Suitcase, London 1961 (dt.  Der Tod packt seinen Koffer, München 1961; übersetzt von Paul Baudisch)
- The Device, London 1962 (dt. Die Welt steht auf dem Spiel, München 1962; übersetzt von Paul Baudisch)
- The Man Who Would Not Swim, London 1963 (dt. Der Mann, der nicht schwimmen wollte, München 1962; übersetzt von Paul Baudisch)
- The White Carpet (dt. George und Jojo, München 1963; übersetzt von Paul Baudisch; 1963 verfilmt als Der Henker von London)
- Murder Is Not Enough, London 1964 (dt. Mit Mord begann es, München 1964; übersetzt von Alexandra und Bernhard Baumrücker)
- Murder on the Night Ferry, London 1965 (dt. Mord im Schlafwagen, München 1966; übersetzt von Alexandra und Bernhard Baumrücker)
- Murder in Touraine, London 1966 (dt. Duell mit dem Teufel, München 1966; übersetzt von Alexandra und Bernhard Baumrücker)

Neben diesen eigenen Romanen schrieb Wallace Drehbücher nach verschiedenen Romanen seines Vaters, darunter The Flying Squad (1932), The Frightened Lady (1932), Whiteface (1932), Strangers on a Honeymoon (1936), The Squeaker (1937) und The Mind of Mr. Reeder (1939).

## Filmografie
Nach einem Treffen mit den Filmproduzenten Artur Brauner wurden einige der Romane von Bryan Edgar Wallace, die in Deutschland im Goldmann Verlag erschienen, im Rahmen des durch Constantin Film und Rialto Film ausgelösten Edgar-Wallace-Booms durch Filme in den 1960er- und 1970er-Jahren verfilmt. Dabei wurde teilweise nur sein Name genutzt und nur ein geringer Teil der Verfilmungen wurde nach seinen Romanen verfilmt; daneben wurden völlig neue, Edgar-Wallace-ähnliche Stoffe erdacht.
- 1961: Das Geheimnis der schwarzen Koffer (nach Death Packs a Suitcase)
- 1963: Der Würger von Schloss Blackmoor (frei nach Bryan Edgar Wallace)
- 1963: Scotland Yard jagt Dr. Mabuse (Drehbuch nach einem Roman von Bryan Edgar Wallace, unter Verwendung der Figur Dr. Mabuse)
- 1963: Der Henker von London (nach The White Carpet)
- 1964: Das Phantom von Soho (nach dem Originaltreatment "Murder by Proxy" von Bryan Edgar Wallace )
- 1964: Das Ungeheuer von London-City (Drehbuchüberarbeitung von Bryan Edgar Wallace)
- 1964: Das siebente Opfer (nach Murder Is Not Enough)
- 1970: Das Geheimnis der schwarzen Handschuhe (frei nach Bryan Edgar Wallace)
- 1971: Die neunschwänzige Katze (frei nach Bryan Edgar Wallace)
- 1972: Der Todesrächer von Soho (nach Death Packs a Suitcase, Remake von Das Geheimnis der schwarzen Koffer)
- 1972: Das Geheimnis des gelben Grabes (frei nach Bryan Edgar Wallace)

Da Das Geheimnis der schwarzen Handschuhe und Die neunschwänzige Katze zu Dario Argentos „Tiertrilogie“ gehören, wird der Vollständigkeit halber auch Vier Fliegen auf grauem Samt (1971) als deren letzter Teil mitunter der Bryan-Edgar-Wallace-Reihe zugeordnet. Tatsächlich wurde der Film jedoch nie offiziell als solcher vermarktet.

## Belege
1. 1 2 3 4 5  „Wallace, Bryan Edgar.“ In: Joachim Kramp, Jürgen Wehnert: Das Edgar-Wallace-Lexikon. Leben - Werk - Filme. Schwarzkopf & Schwarzkopf, Berlin 2004; S. 678–679. ISBN 3-89602-508-2
2. ↑  Obituary: Margaret Lane. In: The Independent, 17. Februar 1994; abgerufen am 15. Mai 2017.
3. ↑  Tobias Hohmann: Edgar & Bryan Edgar Wallace: Der Klassische Kriminalfilm - Band 2. MPW-Verlag, Hille 2011, ISBN 3-94262-102-9